# Sant'Adriano al Foro (titre cardinalice)
Le titre cardinalice de Sant'Adriano al Foro est créé dans la VIII région de Rome (Augustea) par le pape Grégoire III vers 734 et confirmé par le pape Adrien Ier vers 775.
Selon le Liber Pontificalis, l'église de Sant'Adriano al Foro a été créée par le pape Honorius Ier sur le lieu de l'antique Curia Hostilia vers 630. Le pape Serge Ier le désigne comme le point de départ pour les litanies lors de certaines célébrations religieuses. À cause de la destruction de l'ancienne église pour la restauration de la curie du Sénat, la diaconie est supprimée avec la Constitution apostolique Sancti Hadriani Ecclesia du 25 janvier 1946 de Pie XII et transférée dans celle de San Paolo alla Regola.

## Titulaires
- Guglielmo Pietro le Clerc (1062-1072)
- Paolo Boschetti (ou Boschettus) (1072-1073)
- Berardo (1075- vers 1100)
- Pietro, O.S.B. (vers 1100-1122)
- Matteo (1122- vers 1126)
- Pierre Octave (1127-1130)
- Guido (1130-1138)
- Ubaldo (?) (1138-1141 ou 1144?)
- Gilberto (1141-1143)
- Giovanni Paparoni (ou Paparo, ou Paperone) (1143-1151)
- Alberto Sartori di Morra, O.S.B. (1155-1158)
- Cinzio Papareschi (ou di Guidoni Papareschi) (1158-1178)
- Rainier le Grand (1178-1182)
- Gerardo Allucingoli (ou Gheraro) (1182-1204)
- Angelo (1212-1214)
- Stefano de Normandis dei Conti (1216-1228)
- Goffredo da Trani (1244-1245)
- Ottobono Fieschi (1251-1276)
- Napoleone Orsini Frangipani (1288-1342)
- Rinaldo Orsini (1350-1374)
- Gentile di Sangro (1378-1385)
- Ludovico Fieschi (circa 1385-1423)
- Bonifacio Ammanati (1397-1399), pseudo-cardinal de l'antipape Benoît XIII
- Hugues de Lusignan (1426-1431)
- Vacant (1431-1473)
- Stefano Nardini (1473-1476)
- Giovanni d'Aragona (ou da Napoli) (1477-1483)
- Vacant (1483-1489)
- Pierre d'Aubusson, O.S.Io.Hieros. (1489-1503)
- François Guillaume de Castelnau de Clermont-Lodève (1503-1509)
- Bandinello Sauli (1511)
- Agostino Trivulzio (1517-1537);
- Jean du Bellay, titolo pro illa vice (1548-1549)
- Odet de Coligny de Châtillon (1549-1563)
- Innico d'Avalos d'Aragona, O.S.Iacobis (1563-1567)
- Fulvio Giulio della Corgna, O.S.Io.Hieros. (1567-1574)
- Prospero Santacroce (1574-1583)
- András Bathóry (1584-1587)
- Girolamo Mattei (1587)
- Agostino Cusani (1589-1591)
- Odoardo Farnese (1591-1595)
- Francesco Mantica (1596-1597)
- Giovanni Battista Deti (1599)
- Alessandro d'Este (1600)
- Vacant (1600-1605)
- Giovanni Doria (1605-1623)
- Louis de Nogaret de La Valette d'Épernon (1623-1639)
- Vacant (1639-1644)
- Achille d'Étampes de Valençay, O.S.Io.Hieros (1644-1646)
- Francesco Maidalchini (1647-1653)
- Decio Azzolino (1654-1668)
- Carlo Cerri (1670-1690)
- Gianfrancesco Albani (1690-1700)
- Vacant (1700-1706)
- Pietro Priuli (1706-1720)
- Alessandro Albani (1721-1722)
- Giulio Alberoni (1724-1728)
- Neri Maria Corsini (1731-1737)
- Marcellino Corio (1739-1742)
- Girolamo De Bardi (1743-1753)
- Giovanni Francesco Banchieri (1753-1763)
- Enea Silvio Piccolomini (1766-1768)
- Vacant (1768-1785)
- Carlo Livizzani Forni (1785-1794)
- Vacant (1795-1803)
- Luigi Gazzoli (1803-1809)
- Vacant (1809-1817)
- Lorenzo Prospero Bottini (1817-1818)
- Cesare Guerrieri Gonzaga (1819-1832)
- Vacant (1832-1838)
- Giuseppe Ugolini (1838-1855)
- Vacant (1855-1886)
- Camillo Mazzella, S.J. (1886-1896)
- José de Calasanz Félix Santiago Vives y Tutó, O.F.M.Capp. (1899-1913)
- Vacant (1913-1923)
- Evaristo Lucidi (1923-1929)
- Vacant (1929-1946)

Diaconie supprimée en 1946.

## Sources
- (it) Cet article est partiellement ou en totalité issu de l’article de Wikipédia en italien intitulé « Sant'Adriano al Foro (diaconia) » (voir la liste des auteurs) du 19.12.2007.